# Александровка (Топковское сельское поселение)
Александровка — деревня в Покровском районе Орловской области.
Входит в состав Топковского сельского поселения.

## География
Расположена вдоль автомобильной дороги на правом берегу реки Дегтярка на месте её слияния с рекой Фошня; на западе граничит с деревней Никольское.
В деревне имеются две улицы: К. Смирнова и Новая.

## Население
| 2002 | 2010 |
| ---- | ---- |
| 114  | ↘99  |